# Wu Yin
Wu Yin (吴茵, 2 août 1909 – 10 avril 1991) est une actrice chinoise active des années 1930 aux années 1990. Elle apparaît dans 45 films et 48 pièces de théâtre, en particulier dans Les Larmes du Yangzi (1947), Dix Mille Foyers de lumière (1948), et Corbeaux et Moineaux (1949). Elle est torturée durant la révolution culturelle jusqu'à ne plus pouvoir marcher.
Célèbre pour ses interprétation de vieilles femmes, elle est surnommée la « Première vieille dame » du cinéma chinois. En novembre 2005, elle est citée dans la liste des 100 meilleurs acteurs/actrices des 100 ans du cinéma chinois.

## Biographie
Wu Yin est née à Tianjin en 1909 dans une famille originaire de la province du Jiangsu. Elle est adoptée durant son enfance par le « frère de sang » de son père et son nom devient Yang Ying.
Wu retourne vivre avec ses parents biologiques à 13 ans. Elle étudie la peinture à l'école pour filles Chengdong de Shanghai et s'intéresse au théâtre moderne. En 1929, elle fait ses débuts sur scène dans une pièce de Tian Han, Nuit de discussion à Suzhou, mis en scène par Ying Yunwei. À ce moment, elle est déjà mariée mais sa famille est farouchement opposée à son métier d'actrice. Déterminée à poursuivre sa carrière, elle divorce de son mari.
En 1935, Wu Yin fait ses débuts au cinéma dans le classique Femmes nouvelles de Cai Chusheng avec Ruan Lingyu. Introduite par Ying Yunwei, elle entre en 1936 à la société cinématographique Mingxing et apparaît dans plus de 10 films dont Routes croisées,.
À cause de la seconde guerre sino-japonaise en 1937, Wu Yin fuit Shanghai pour rejoindre la capitale provisoire Chongqing où elle joue dans de nombreuses pièces et au moins trois films. Après la défaite japonaise de 1945, elle retourne à Shanghai et rejoint les studios Kunlun. Elle apparaît dans beaucoup de films dont Huit-mille li de nuages et de lune (en) (réalisé par Shi Dongshan) et Loin de l'amour (réalisé par Chen Liting), mais ses rôles les plus célèbres sont ceux de vieilles mères dans Les Larmes du Yangzi (co-réalisé par Zheng Junli et Cai Chusheng) et Dix Mille Foyers de lumière (réalisé par Shen Fu), et Mme. Xiao dans Corbeaux et Moineaux (réalisé par Zheng Junli).
Après l'établissement de la République populaire de Chine en 1949, Wu Yin joue dans plusieurs films dont La Vie de Wu Xun (en), Song Jingshi, et C'est mon jour de vacances, avant d'être accusée de « droitisme » en 1957 durant la campagne anti-droitiste. Pendant la révolution culturelle, elle est torturée et ne peut plus marcher. Son mari, le réalisateur Meng Junmou, est persécuté jusqu'à la mort.
Après l'épisode de la révolution culturelle, Wu Yin est politiquement réhabilitée le 11 décembre 1978 et rejoint le Parti communiste chinois en 1985. Elle joue encore dans quelques films et meurt en 1991.
En 1957, Wu Yin avait reçu le Prix de Première classe par le ministre de la Culture pour son rôle de Mme. Xiao dans le film Corbeaux et Moineaux,.

## Filmographie non exhaustive
- 1935 : Femmes nouvelles
- 1935 : Scènes de la vie en ville (en)
- 1937 : Routes croisées
- 1947 : Loin de l'amour
- 1947 : Huit-mille li de nuages et de lune (en)
- 1947 : Les Larmes du Yangzi
- 1948 : Dix Mille Foyers de lumière
- 1949 : Corbeaux et Moineaux
- 1950 : La Vie de Wu Xun (en)
- 1950 : Inéluctable
- 1951 : Le Couple marié
- 1953 : Bénissez les enfants
- 1955 : Song Jingshi
- 1963 : Pas un malentendu
- 1964 : Problème de famille
- 1987 : Un monde d'hommes[3],[4]